# Wendelin Niedlich
Wendelin Niedlich (* 31. August 1927 in Berlin-Friedrichsfelde; † 7. März 2022) war ein deutscher Buchhändler, Verleger und Galerist.

## Leben
Wendelin Niedlich kam 1960 nach Stuttgart und übernahm in der Schmalen Straße 14 die Buchhandlung Bücherdienst Eggert, die sich unter seiner Ausrichtung der Gegenwartsliteratur und der Kritischen Theorie der Frankfurter Schule widmete. Niedlich galt als linker Buchhändler und stand für eine literarische Avantgarde. An den Donnerstagen veranstaltete er Lesungen, u. a. mit Max Bense, Reinhard Döhl, Helmut Heißenbüttel, Elfriede Jelinek, Josef Bierbichler, Franz Mon, Ernst Jandl, Ror Wolf, Gert Jonke und Max Goldt. Zusätzlich gründete er den Verlag Wendelin Niedlich und begann, in seinen Räumen auch Kunstausstellungen auszurichten. Vom 5. bis 26. November 1965 stellte Niedlich grafische Arbeiten von Frieder Nake und Georg Nees aus. Die Ausstellung war die weltweit dritte Ausstellung mit Computergrafik und erzielte eine internationale Aufmerksamkeit.

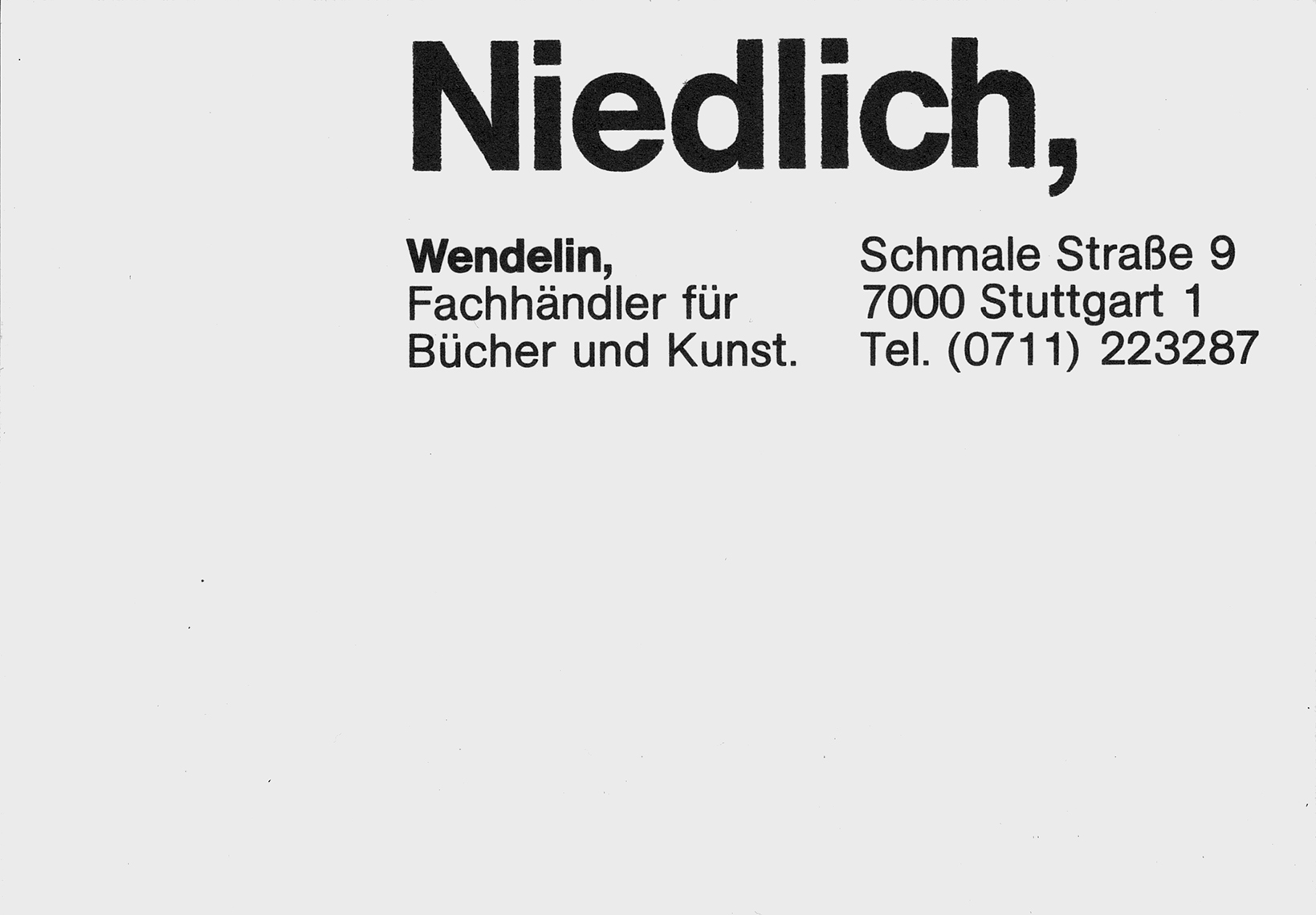
Visitenkarte von Wendelin Niedlich gestaltet von Wolfgang Schmidt.

Mit dem Grafiker Wolfgang Schmidt war Niedlich viele Jahre freundschaftlich verbunden. Schmidt gestaltete das visuelle Erscheinungsbild für Buchhandlung, Galerie und Verlag. Er entwarf Briefbogen, Visitenkarte, Packpapier (mit dem Aufdruck: „Da ist was von Niedlich drin.“), Stempel („Es handelt sich um Bücher“), Lesezeichen und Plakate.
In den 1970er Jahren zog die Buchhandlung in die Hausnummer 9 der Schmalen Straße um. Die Besucher der Buchhandlung beschrieben einen außergewöhnlichen Ort: Bücher waren in den hohen Regalen nicht einfach chronologisch sortiert. In der Zeitschrift Du schilderte der Schriftsteller Otto Marchi ein „wohlgeordnetes Chaos, das sowohl Jandl- und Mayröcker-Gassen, eine Achternbusch-Pyramide, eine Brecht-Chaussee, ein Enzensberger-Hochhaus, als auch einen Joyce-Turm und ein Robert-Walser-Gebirge beinhaltete, das alles überragte“. Zur Bundestagswahl 1980 stellte Niedlich das Schaufenster der Buchhandlung und eine Vitrine für die „Stoppt Strauß!“-Kampagne zur Verfügung, in der Flugblätter, Plakate und Aufrufe ausgelegt wurden. Ein Flugblatt mit dem Satz „Wer Strauß wählt, wählt Reaktion, Faschismus und Krieg“ führte bei der Staatsanwaltschaft Stuttgart zur Anzeige gegen Niedlich wegen Beleidigung, die beim Amtsgericht Stuttgart-Bad Cannstatt abgelehnt wurde mit der Begründung, „Der inkrimierte Text erfülle nicht den Tatbestand des Paragraphen 185 StGB.“
Im Juni 1998 schloss Niedlich die Buchhandlung. 2005 fand die Ausstellung „Wendelin Niedlich und seine Lesevergnügungsgesellschaft“ im Literaturhaus Stuttgart statt, die von dem Literaturkritiker Helmut Böttiger kuratiert wurde. Zu seinem 90. Geburtstag 2017 wurde ebenfalls im Literaturhaus Stuttgart erstmals sein umfangreiches Bild- und Tonarchiv in einer Ausstellung präsentiert: „Wanted: Wendelin Niedlich“.

## Auszeichnungen
- 2019: Staufermedaille für Verdienste um das Land Baden-Württemberg

## Zitat
„Unter Böll mach’ ich’s nicht.“

## Ehrungen
- Staufermedaille, 2019[10]

## Kunstausstellungen (Auswahl)

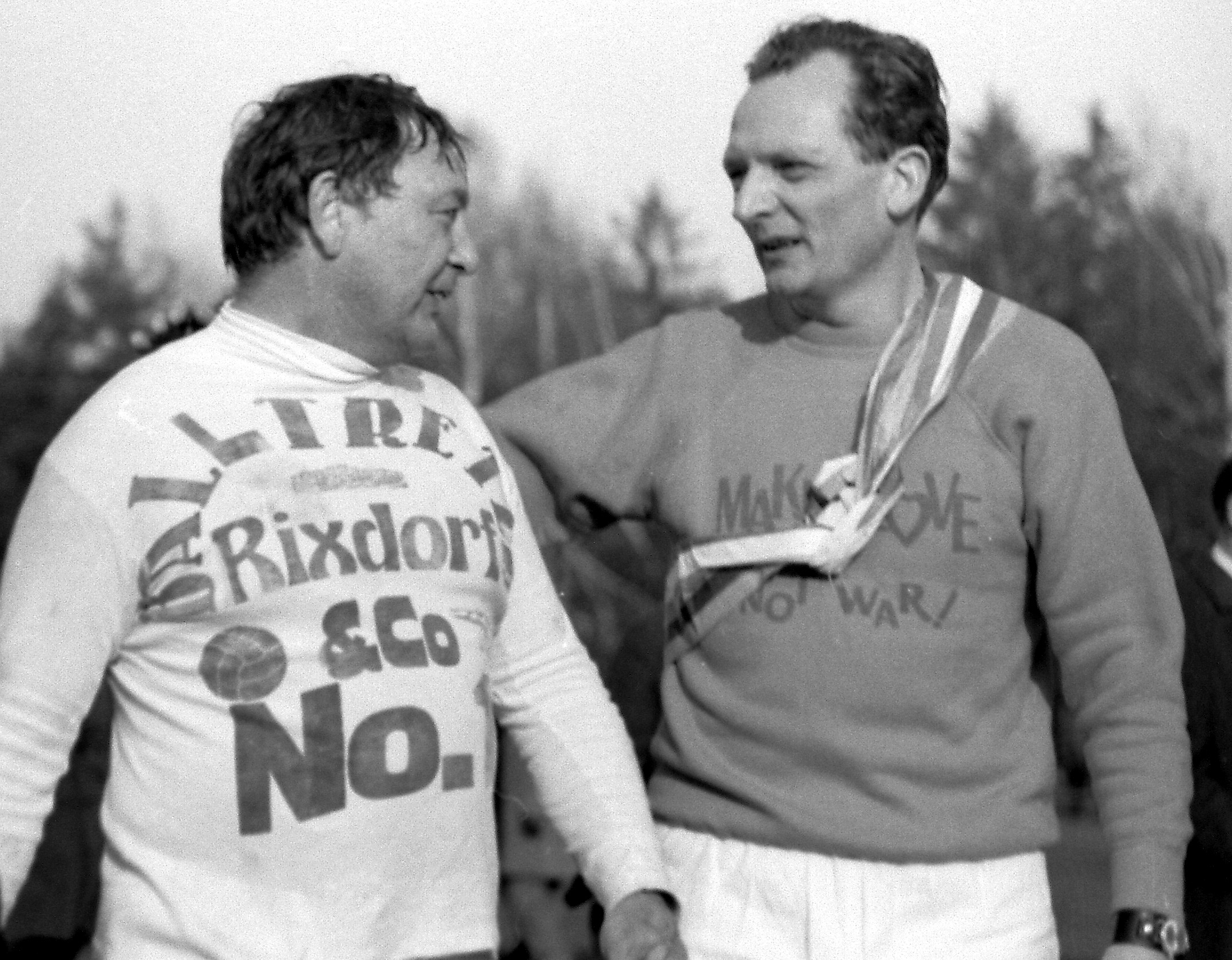
Wolfgang Neuss (links) und Kurt Weidemann bei einem von Wendelin Niedlich organisierten Fußballspiel (etwa 1968)

- 1962: Wolfgang Kermer: Grafik. 1. bis 31. März.[11]
- 1962: Isolde Monson-Baumgart
- 1962: E. R. Nele: Gravuren
- 1965: Frieder Nake, Georg Nees: Computer Grafik
- 1966: Wolfgang Schmidt, serie 16
- 1967: Hermann Finsterlin: Verwandlungen des Zeus
- 1968: Bruno Bruni
- 1971: Karl Oskar Blase
- 1972: Jan Peter Tripp
- 1972: Maina-Miriam Munsky: Bilder und Grafik
- 1973: Jan Peter Tripp: Neueste Tagebuchblätter[12]
- 1974: Uwe Ernst
- 1976: Friedrich Meckseper
- 1977: „Die mit ihrer Mappe vorbeikamen“: Thom Barth, Erhard Mika, Wilfried Momberg, Paul Th. Schandin, Jörg E. Wetterauer[13]
- 1980: Felix Waske

## Herausgeberschaft (Auswahl)
- Wolfgang Schmidt, Reisser. Buch 10. Verlag Wendelin Niedlich, Stuttgart 1967.
- Sein Jubiläumsmotto heißt: Niedlich 10 Jahre über Wasser. Verlag Wendelin Niedlich, Stuttgart 1970.
- Jan Peter Tripp, 19 Bilder und 16 Texte. Ausstellungskatalog. Verlag Wendin Niedlich, Stuttgart 1972.
- Maina-Miriam Munsky: Bilder und Grafik. Ausstellungskatalog. Hrsg. von der Galerie Wendelin Niedlich, der Galerie Hans-Jürgen Niepel und der Galerie Poll. Stuttgart/Düsseldorf/West-Berlin 1972.
- Kritisches Jahrbuch 1. Verlag Wendelin Niedlich, Stuttgart 1966.
- Kritisches Jahrbuch 2. Verlag Wendelin Niedlich, Stuttgart 1972.
- Zwanzig Jahre Buchhandlung Wendelin Niedlich Stuttgart. Festschrift zum 4.-5.-6. Juli 1980.
- mit Horst Brandstätter (Hrsg.): Festbündel zum 60. Geburtstag des Buchhändlers Wendelin Niedlich. Zusammengetragen aus Grußadressen, Gedichten, Radierungen und Lithographien, Fotografien, Postkarten, Collagen, Scherenschnitten, einer leeren Seite und sonstigen Äußerungen der 60 Künstler, Dichter und Literaten. Merlin Verlag, Gifkendorf 1987.
- Heike Miethe-Sommer: Tuareg Poesie. Verlag Wendelin Niedlich, Stuttgart 1994.